# Helga Radtke
Helga Radtke, född den 16 maj 1962 i Rostock, är en tysk före detta friidrottare som tävlade i längdhopp och sedermera tresteg. I början av sin karriär tävlade hon för Östtyskland, senare för Tyskland.
Radtke blev bronsmedaljör i längdhopp både vid EM 1986 och vid EM 1990. Hon blev den första världsmästaren inomhus i längdhopp när hon vann guld vid Inomhus-VM 1985 och hon blev silvermedaljör vid det andra Världsmästerskapet inomhus 1987. Hon blev även fyra vid VM 1987 i Rom i längdhopp och hon slutade på femte plats vid VM i Stuttgart 1993 i tresteg.

## Personliga rekord
- Längdhopp - 7,21 meter
- Tresteg - 14,46 meter